# 雲兒白的蘋果紅的
《雲兒白的蘋果紅的》，日本女性創作歌手aiko的第20張單曲。2006年7月12日發行。

## 簡介
前作《STAR》約8個月之後發行。是aiko在2006年發行的唯一一張單曲。
據aiko所說，單曲標題的意識是「我喜歡你」，就像「雲兒白的」、「蘋果紅的」一樣的理所當然。
PV在ZEPP TOKYO拍攝，以aiko的演唱會形式展現。現場觀眾是從官方歌迷會「BABY PEENATS」成員抽取550人參加拍攝。
單曲發售之前，收錄歌曲音源的MD被洩漏到一個收聽網站上，後來犯人被警視廳逮捕。
在Oricon公信榜最高排行第3位。

## 收錄曲目
1. 雲兒白的蘋果紅的（雲は白リンゴは赤）
SUBARU「R2」的電視廣告歌曲
2. See-Saw的海（シーソーの海）
3. 睫毛
4. 雲兒白的蘋果紅的（insturumental）

全 作詞、作曲：AIKO；編曲：島田昌典

## 外部連結
- 唱片介紹